# Clubiona gertschi
Clubiona gertschi este o specie de păianjeni din genul Clubiona, familia Clubionidae, descrisă de Edwards, 1958. Conform Catalogue of Life specia Clubiona gertschi nu are subspecii cunoscute.